# Mike Thurmeier
Michael "Mike" Thurmeier (Regina, 1975) è un regista e animatore canadese.
Lavora nei Blue Sky Studios ed è famoso per aver diretto L'era glaciale 3 - L'alba dei dinosauri nel 2009, L'era glaciale 4 - Continenti alla deriva nel 2012 e L'era glaciale - In rotta di collisione nel 2016.

## Filmografia
- Una ghianda è per sempre (2006)
- L'era glaciale 3 - L'alba dei dinosauri (2009)
- Scrat's Continental Crack-up (2012)
- L'era glaciale 4 - Continenti alla deriva (2012)
- Scrat-astrofe cosmica (2015)
- L'era glaciale - In rotta di collisione (2016)